# (27791) Masaru
(27791) Masaru (1993 DD1) – planetoida z pasa głównego asteroid okrążająca Słońce w ciągu 3,24 lat w średniej odległości 2,19 j.a. Odkryta 24 lutego 1993 roku.